# María Jesús San Segundo
María Jesús San Segundo Gómez de Cadiñanos (ur. 25 marca 1958 w Medina del Campo, zm. 17 grudnia 2010 w Madrycie) – hiszpańska polityk, ekonomistka i nauczyciel akademicki, w latach 2004–2006 minister edukacji i nauki.

## Życiorys
W 1980 ukończyła ekonomię na Uniwersytecie Kraju Basków. W 1982 uzyskała magisterium na Uniwersytecie Princeton, doktoryzowała się w 1985. Pracowała jako nauczyciel akademicki na macierzystej uczelni, następnie na Universidad Carlos III de Madrid. W latach 2000–2004 pełniła funkcję zastępcy rektora tego uniwersytetu.
W ramach działalności politycznej współpracowała z Hiszpańską Socjalistyczną Partią Robotniczą (PSOE). W latach 1994–1996 była doradcą sekretarza stanu do spraw szkolnictwa wyższego i badań naukowych. W 2002 z rekomendacji PSOE została powołana do rady koordynującej zajmującej się uniwersytetami (Consejo de Coordinación Universitaria).
Od kwietnia 2004 do kwietnia 2006 sprawowała urząd ministra edukacji i nauki w pierwszym rządzie José Luisa Rodrígueza Zapatero. Później została mianowana stałym przedstawicielem Hiszpanii przy UNESCO, misję dyplomatyczną zakończyła na miesiąc przed swoją śmiercią.